# Dancing Brasil (1.ª temporada)
A primeira temporada do Dancing Brasil estreou no dia 3 de abril de 2017 após o Jornal da Record com apresentação de Xuxa, sob a direção artística de Marcelo Amiky e direção-geral de Rodrigo Carelli. O programa com de 14 celebridades e 14 profissionais de dança, no qual formam duplas e disputam o prêmio final. Sérgio Marone realiza a apresentação dos bastidores, sendo responsável por entrevistar os participantes após as apresentações.
A atriz Maytê Piragibe foi coroada como a vencedora da temporada junto ao coreografo Paulo Victor Souza com 42,53% dos votos do público; a ginasta Jade Barbosa e Lucas Teodoro terminaram como vice-campeões com 41,90%; já o também ator Leonardo Miggiorin e Dani de Lova ficaram em terceiro com 15,58%.

## Produção
Em dezembro de 2016 foi noticiado que a RecordTV estaria interessada em adaptar o formato de Dancing with the Stars, programa estadunidense exibido pelo ABC, que teria a apresentação de Xuxa Meneghel. Em janeiro foi confirmado que a emissora iria estrear a adaptação sendo produzido pela Endemol Shine. Inicialmente o projeto foi chamado de Dançando com as Estrelas e seria um quadro do programa Xuxa Meneghel, tendo posteriormente seu nome alterado para Dancing Brasil e se tornando um programa solo. O programa ainda conta com uma reprise compactada aos sábados, 20h30, antes do Programa da Sabrina.

## Participantes
Os 14 participantes foram anunciados dia 22 de março de 2017.
| Celebridade       | Conhecido por      | Profissional       | Situação                                     |
| ----------------- | ------------------ | ------------------ | -------------------------------------------- |
| Maytê Piragibe    | Atriz              | Paulo Victor Souza | Vencedores em 26 de junho de 2017            |
| Jade Barbosa      | Ginasta            | Lucas Téo          | 2º lugar em 26 de junho de 2017              |
| Leo Miggiorin     | Ator               | Dani de Lova       | 3º lugar em 26 de junho de 2017              |
| Micael Borges     | Ator e cantor      | Bárbara Guerra     | 9ª dupla eliminada em 12 de junho de 2017    |
| Sheila Mello      | Atriz e dançarina  | Marcelo Vasquez    | 8ª dupla eliminada em 5 de junho de 2017     |
| Bianca Rinaldi    | Atriz              | Tutu Morasi        | 7ª dupla eliminada em 29 de maio de 2017     |
| Tânia Alves       | Atriz              | Marcos Vedovetto   | 6ª dupla eliminada em 15 de maio de 2017     |
| Fabíola Gadelha   | Jornalista         | Bruno Kimura       | 5ª dupla eliminada em 8 de maio de 2017      |
| MC Gui            | Cantor             | Bella Fernandes    | Desistentes por lesão em 8 de maio de 2017   |
| Richarlyson       | Jogador de futebol | Camila Moretti     | 4ª dupla eliminada em 1 de maio de 2017      |
| Tony Salles       | Cantor             | Bruna Rocha        | 3ª dupla eliminada em 24 de abril de 2017    |
| Juliana Silveira  | Atriz              | Weskley Faustino   | Desistentes por lesão em 24 de abril de 2017 |
| Guilherme Cardoso | Cantor             | Alê Brandini       | 2ª dupla eliminada em 17 de abril de 2017    |
| Dalton Rangel     | Chef de cozinha    | Érica Martinez     | 1ª dupla eliminada em 10 de abril de 2017    |

## Tabelas das notas
| Casal                | Posição | 1  | 2  | 1+2 | 3  | 4  | 5  | 6  | 7  | 8  | 9  | 8+9 | 10 | 11       | 12       | 13          |  |
| -------------------- | ------- | -- | -- | --- | -- | -- | -- | -- | -- | -- | -- | --- | -- | -------- | -------- | ----------- |  |
| Maytê e Paulo Victor | 1       | 24 | 23 | 47  | 29 | 26 | 28 | 26 | 26 | 25 | 29 | 54  | 25 | 28+24=52 | 30+25=55 | 27+27+30=84 |  |
| Jade e Teo           | 2       | 20 | 26 | 46  | 28 | 21 | 25 | 20 | 26 | 30 | 26 | 56  | 30 | 24+24=48 | 28+30=58 | 30+30+28=88 |  |
| Leo e Dani           | 3       | 27 | 23 | 50  | 27 | 28 | 23 | 27 | 24 | 30 | 30 | 60  | 26 | 30+27=57 | 24+29=53 | 28+30+27=85 |  |
| Mika e Bárbara       | 4       | 20 | 24 | 44  | 28 | 28 | 26 | 26 | 25 | 27 | 26 | 53  | 27 | 29+27=56 |          |             |  |
| Sheila e Marcelo     | 5       | 22 | 26 | 48  | 30 | 25 | 24 | 25 | 28 | 25 | 30 | 55  | 24 |          |          |             |  |
| Bianca e Tutu        | 6       | 21 | 26 | 47  | 26 | 29 | 30 | 21 | 24 | 26 | 24 | 50  |    |          |          |             |  |
| Tânia e Marcos       | 7       | 19 | 25 | 44  | 23 | 24 | 24 | 24 | 21 |    |    |     |    |          |          |             |  |
| Fabíola e Bruno      | 8       | 18 | 22 | 40  | 26 | 21 | 26 | 20 |    |    |    |     |    |          |          |             |  |
| MC Gui e Bella       | 9       | 19 | 21 | 40  | 22 | —  | 23 | —  |    |    |    |     |    |          |          |             |  |
| Richarlyson e Camila | 10      | 19 | 26 | 45  | 21 | 25 | 21 |    |    |    |    |     |    |          |          |             |  |
| Tony e Bruna         | 11      | 18 | 25 | 43  | 25 | 23 |    |    |    |    |    |     |    |          |          |             |  |
| Juliana e Weskley    | 12      | 22 | 22 | 44  | —  | —  |    |    |    |    |    |     |    |          |          |             |  |
| Guilherme e Alê      | 13      | 22 | 24 | 46  | 18 |    |    |    |    |    |    |     |    |          |          |             |  |
| Dalton e Érica       | 14      | 21 | 20 | 41  |    |    |    |    |    |    |    |     |    |          |          |             |  |

Números vermelhos indicam a menor nota de cada semana
Números verdes indicam a maior nota de cada semana
     O casal foi eliminado nessa semana
     O casal ficou na zona de risco
     O casal desistiu da competição por lesão
     O casal vencedor
     Os segundos colocados
     Os terceiros colocados

### Média das notas
| Ranking por média | Posição | Casal                | Total de pontos | Número de danças | Média |
| ----------------- | ------- | -------------------- | --------------- | ---------------- | ----- |
| 1                 | 3       | Leo e Dani           | 460             | 17               | 27.0  |
| 2                 | 1       | Maytê e Paulo Victor | 452             | 17               | 26.6  |
| 3                 | 4       | Mika e Bárbara       | 313             | 12               | 26.2  |
| 4                 | 2       | Jade e Teo           | 446             | 17               | 26.0  |
| 5                 | 5       | Sheila e Marcelo     | 259             | 10               | 25.9  |
| 6                 | 6       | Bianca e Tutu        | 227             | 9                | 25.2  |
| 7                 | 7       | Tânia e Marcos       | 160             | 7                | 22.9  |
| 8                 | 11      | Tony e Bruna         | 91              | 4                | 22.7  |
| 9                 | 10      | Richarlyson e Camila | 112             | 5                | 22.4  |
| 10                | 8       | Fabíola e Bruno      | 133             | 6                | 22.1  |
| 11                | 12      | Juliana e Weskley    | 44              | 2                | 22.0  |
| 12                | 13      | Guilherme e Alê      | 65              | 3                | 21.6  |
| 13                | 9       | MC Gui e Bella       | 85              | 4                | 21.2  |
| 14                | 14      | Dalton e Érica       | 41              | 2                | 20.5  |